# 索洛米揚卡區

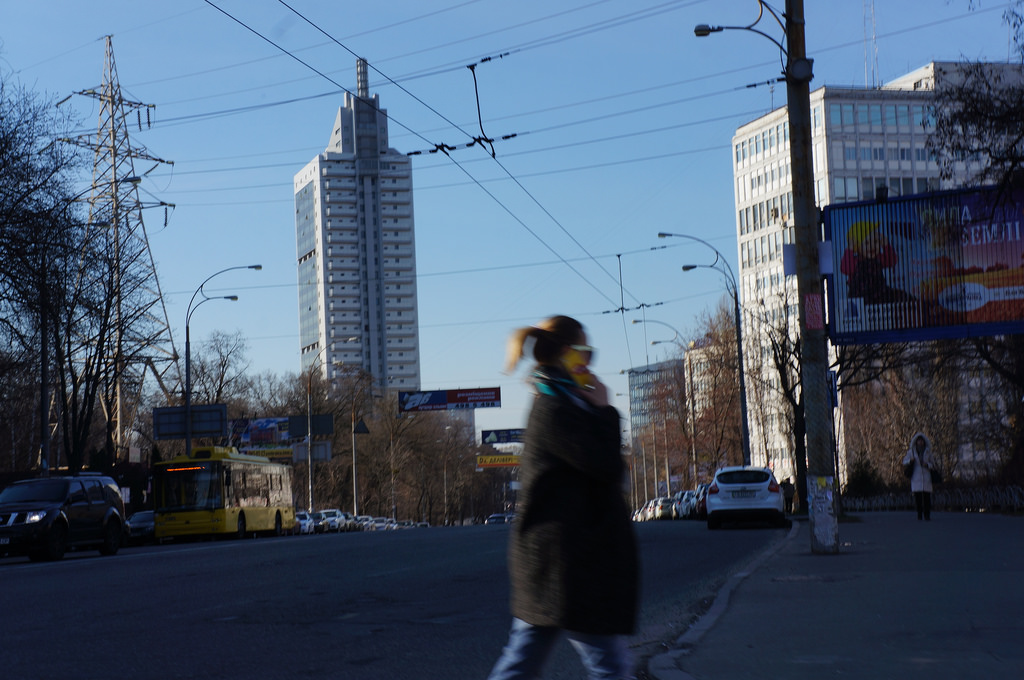
市容

索洛米揚卡區在基辅市的位置

索洛米揚卡區（羅馬化：Solomianskyi raion）是烏克蘭首都基輔的一個區，位於該市中西部，處於第聶伯河右岸，面積40.05平方公里，2004年人口280,400，人口密度每平方公里7,001.25人。